# 1978년 홍성 지진

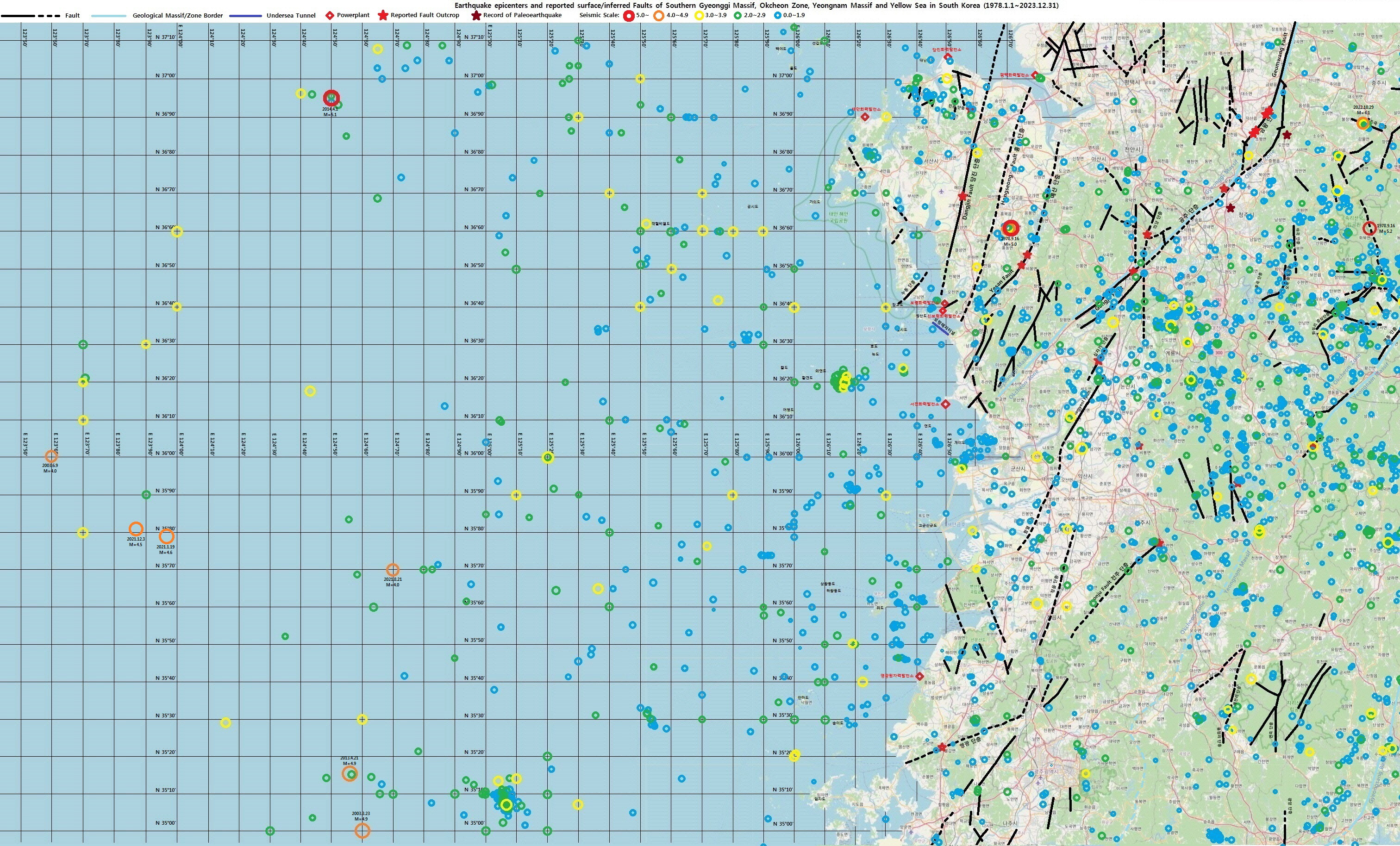
홍성 지진의 진앙(적색 원)과 당진 단층 및 홍성 단층

1978년 홍성 지진(洪城地震)은 1978년 10월 7일 오후 6시 19분 52초에 대한민국 충청남도 홍성군 홍성읍에서 일어난 규모 5.0의 지진이다.

## 특징과 여진
홍성 지진으로 특히 진앙지였던 홍성읍 일원이 진도 V(5)에 해당하는 피해가 발생했을 만큼 심각하였는데, 이는 일반적인 규모 5.0의 지진 피해보다 큰 것으로 평가되었다. 이렇게 큰 피해가 발생한 이유로 홍성 지진의 진원 깊이가 10km 이내로 얕았고, 한반도에서 가까운 일본의 지진 관측소에서는 뚜렷하게 기록되지 않았을 만큼 지진파의 에너지가 진앙 부근으로 매우 집중되었다는 점이 지적되었다.
이후 1978년 10월 10일, 11월 24일, 1979년 1월 1일, 2월 8일(2차례), 2월 24일, 3월 12일 등 총 7차례의 여진이 발생하였는데, 모두 사람이 느낄 수 있는 유감 지진이었다.

## 홍성 단층
홍성 지진이 발생한 이후 홍성 지역을 대상으로 지질학적, 지구물리학적 연구가 수행되었다. 이기화와 장태우(1985)는 홍성군 홍성읍 일대에서 중력 탐사를 실시하였고 그 결과 홍성읍을 통과하는 동북동 주향의 단층이 발견되었다. 중력 이상은 단층과 같은 방향으로 향하며 단층 지역의 쇄설성 퇴적물은 40 m 깊이까지 연장된다. 이기화(1986)는 홍성 지진의 깊이는 10 km 미만, 규모는 5.2로 추정하였으며 자기 조사(magnetic survey) 결과 이 지역에서 북동 68° 주향의 단층이 존재하고, 중력 및 자력 탐사 결과 이 구조선 남쪽 500 m 지점에 주 단층 파쇄면이 구조선과 거의 평행하게 위치하며 단층 북측이 남측에 비해 30 m 정도 낙하하였고, 방사선 조사(radiometric survey) 결과 단층 부근에서 감마선의 강도가 급격히 증가함을 보여 이 단층이 지진학적으로 활발함을 나타낸다고 설명하였다.
2003년 수행된 홍성 단층대에서의 전기, 전자 탐사 연구에서 전기 비저항 탐사 결과 또한 홍성 단층이 활성 단층일 수 있다고 시사했다. 전기 비저항 탐사(Dipole-Dipole Array Geoelectric Survey)는 지표에서 발견되지 않는 단층 및 파쇄대를 조사하는 방법으로, 일반적으로 파쇄대 및 단층대는 점토 광물 및 지하수 등의 유체(流體)가 많이 함유되어 있고, 또 이렇게 존재하는 공극(孔隙)들은 서로 연결 상태가 좋기 때문에 전기를 잘 통하게 하는 전도체 역할을 하여 주변보다 상대적으로 전기 비저항이 낮다. 전기 비저항 탐사 결과 홍성군 내의 예상 단층 지역을 따라 뚜렷한 저(低)비저항대가 있음이 밝혀졌고, 이러한 결과는 홍성 단층이 과거의 큰 지진을 비롯해 최근까지도 지진을 일으킬 수 있는 활동 중인 단층이라는 추정과 일치하는 결과를 보여 주는 것이다. 단층이 지속적으로 활동하고 있으면 단층대를 따라 유체의 흐름이 더욱 활발히 일어나게 되고 이것으로부터 전기 비저항이 낮은 곳이 존재하게 될 수 있기 때문이다. 홍성 지역의 단층대에서 낮은 전기 비저항 분포를 보이는 부분이 수직으로 잘 발달해 있다는 것은 최근에 두 차례의 지진이 발생한 것처럼 이 지역 단층이 활동 중인 단층이라는 사실과 일치하는 결과를 보여주는 것이다.
홍성 단층은 2012년의 활성단층지도 보고서에서 보고된 단층으로, 기존의 한국지질자원연구원 1:5만 지질도폭에서는 그 존재가 언급된 적이 없지만, 1:25만 대전도폭 등에서는 홍성읍을 관통하는 단층으로 표시하였다. 단층의 노두상에서 확인된 바 없는 선형구조로 단층의 존재가 희미하지만 이 단층이 홍성읍을 지난다고 명시되어 있기 때문에 이 단층과 홍성 지진과의 연관성을 배제할 수 없다.

## 피해
홍성군청을 중심으로 반경 500m 내의 지역에 심한 피해가 집중되었다. 지진 발생 당시에 쾅하는 굉음과 함께 홍성읍내에 진동이 느껴졌다는 제보가 전해지기도 하였다. 지진 결과 부상 2명의 인명피해와 막대한 재산피해가 발생하였다. 118동의 건물이 파손되고 1100여 동 이상의 건물에 균열이 발생하였으며, 홍성군청 등 12개 공공기관의 유리창 500여 장이 파손되었다. 그리고 문화재로 지정된 사적 231호 홍주 성곽 90m가 무너지고, 가재도구와 담장 등 부속 구조물 파손이 670여 건이 신고되었다. 또한, 일시적인 정전과 전화 불통 현상이 있었고, 지면에는 폭 약 1cm, 길이 약 5~10m의 균열도 발견되었다. 당시 총 피해액은 약 2억 원, 복구 소요 비용으로는 약 4억 원으로 보도되었다. 이 지진으로 인한 부상자는 2명이 전부였으나 이 지진은 홍성군에서 내진설계를 도입하는 계기가 되었다.
반면에 서울, 대전, 광주에서는 일부 민감한 사람만이 약간의 진동을 느낄 수 있는 정도로 지진의 여파가 약하였다.
홍성 지진으로 서울에 있던 지진계가 파손되어 잠시 동안 대한민국에는 광주의 지진계 단 하나만 가지고 있었다. 이 지진으로 국내 지진계 확충 필요성이 늘어나 한국의 지진 연구가 늘어나는 계기가 되었다.

## 같이 보기
- 한국의 지진
- 한국의 지진 목록
- 홍성 단층

## 참고 자료
- 《지진의 실체》, 2001년, 기상청 발간